# Чезано Мадерно
Чеза̀но Мадѐрно (на италиански: Cesano Maderno, на западноломбардски: Cesàn Madèrnu, Чезан Мадерну) е град и община в Северна Италия, провинция Монца и Брианца, регион Ломбардия. Разположен е на 198 m надморска височина. Населението на общината е 37 291 души (към 2010 г.).
До 2004 г. общината е част от провинция Милано.